# 德西條約
德西條約（西班牙語：Tratado germano-español de 1899；德語：Deutsch-Spanischer Vertrag 1899）是德意志帝國與西班牙王國於1899年所簽署的條約，西班牙王國將其位於太平洋的島嶼出售給德意志帝國。

## 背景
在19世紀，西班牙帝國在西班牙美洲獨立戰爭中失去了大部分殖民地。1898年的美西戰爭，西班牙再度失去了大部分剩餘的殖民地：古巴及波多黎各落入美國之手，美國又奪取了菲律賓和關島。這使得西班牙的殖民地只剩下西屬撒哈拉、伊夫尼和西屬幾內亞等非洲屬地，以及大約6000個人口稀少且生產力不高的太平洋小島。西班牙政府決定出售其在太平洋的島嶼。德國政府遊說西班牙政府促成將這些島嶼出售給德國。

## 簽署條約
西班牙首相弗朗西斯科·西爾維拉於1899年2月12日簽署了德西條約，將加羅林群島和北馬里亞納群島轉讓給德國，德國將其置於德屬新幾內亞的管轄之下。當時被認為是加羅林群島的一部分的帛琉，也被德國佔領。在接下來的幾年裡，德國人開始在那裡採礦。